# Atletismo nos Jogos Pan-Americanos de 2003 - Lançamento de disco feminino
A final do lançamento de disco feminino nos Jogos Pan-Americanos de 2003 foi realizada em 5 de agosto de 2003. Aretha Hill conseguiu o bicampeonato na prova.

## Calendário
| Data        | Fase  |
| ----------- | ----- |
| 5 de agosto | Final |

## Medalhistas
| Ouro   | USA Aretha Hill       |
| Prata  | CUB Anaelys Fernández |
| Bronze | CUB Yania Ferrales    |

## Recordes
Recordes mundial e pan-americano antes da disputa dos Jogos Pan-Americanos de 2003.
| Tipo                             | Atleta           | Tempo   | Local          | Data                 |
| -------------------------------- | ---------------- | ------- | -------------- | -------------------- |
|                                  | Gabriele Reinsch | 76.80 m | Neubrandenburg | 9 de julho de 1988   |
| Recorde dos Jogos Pan-Americanos | Maritza Martén   | 65.58 m | Indianápolis   | 10 de agosto de 1987 |

## Resultados
| Posição | Atleta                 | Tentativas | Tentativas | Tentativas | Tentativas | Tentativas | Tentativas | Resultado |
| Posição | Atleta                 | 1          | 2          | 3          | 4          | 5          | 6          | Resultado |
| ------- | ---------------------- | ---------- | ---------- | ---------- | ---------- | ---------- | ---------- | --------- |
| 1       | USA Aretha Hill        | 57.27      | 61.27      | 58.63      | 63.30      | 57.99      | 60.29      | 63.30 m   |
| 2       | CUB Anaelys Fernández  | X          | 57.89      | 55.68      | 61.26      | 61.25      | 60.19      | 61.26 m   |
| 3       | CUB Yania Ferrales     | 53.59      | 55.22      | 57.20      | 60.03      | 58.44      | 55.15      | 60.03 m   |
| 4       | USA Suzanne Powell     | 59.30      | 59.97      | 60.00      | X          | X          | X          | 60.00 m   |
| 5       | BRA Elisângela Adriano | 56.58      | 58.80      | 57.72      | 58.17      | 55.79      | X          | 58.80 m   |
| 6       | COL Luz Dary Castro    | 52.51      | X          | 51.02      | X          | X          | 55.65      | 55.65 m   |
| 7       | DOM Mary Mercedes      | X          | 44.46      | X          | 42.18      | X          | X          | 44.46 m   |
| 8       | CHI Marianne Berndt    | 42.45      | X          | 41.87      | X          | —          | —          | 42.45 m   |